# Kevin Parker (musiker)
Kevin Richard Parker (født 20. januar 1986) er en australsk sanger, sangskriver og musiker, der er bedst kendt for sit musiske projekt Tame Impala som han skriver, optager og spiller musik for.